# Kenema
Kenema este un oraș în Sierra Leone. Este reședința provinciei Eastern.